# Stortjärnen (Mora socken, Dalarna, 683206-141513)
Stortjärnen är en sjö i Mora kommun i Dalarna och ingår i Ljusnans huvudavrinningsområde. Sjön har en area på 0,0814 kvadratkilometer och ligger 584,6 meter över havet.

## Delavrinningsområde
Stortjärnen ingår i det delavrinningsområde (683159-141605) som SMHI kallar för Ovan Sexan. Medelhöjden är 592 meter över havet och ytan är 26,75 kvadratkilometer. Räknas de 2 avrinningsområdena uppströms in blir den ackumulerade arean 57,32 kvadratkilometer. Sexan som avvattnar avrinningsområdet har biflödesordning 3, vilket innebär att vattnet flödar genom totalt 3 vattendrag innan det når havet efter 315 kilometer. Avrinningsområdet består mestadels av skog (65 procent) och sankmarker (30 procent). Avrinningsområdet har 0,12 kvadratkilometer vattenytor vilket ger det en sjöprocent på 0,2 procent.